# Следствие вели…
«Сле́дствие вели́…» — авторский цикл документальных передач телеканала НТВ о преступлениях, совершённых в СССР. Повествование сопровождается рассказами о повседневной жизни жителей СССР. Его бессменным ведущим является Леонид Каневский.

## Сюжет
С момента запуска документальные телефильмы имели ограничения и были посвящены уголовным делам с 1917 по 1991 годы (с редкими исключениями, когда выпуски посвящены преступлениям, совершённым после 1991 года). Некоторые из них уже стали сюжетами фильмов и книг, другие же долго оставались под запретом упоминания из цензурных соображений.
Помимо рассказов о достижениях отечественной криминалистики, данной телепередаче свойственно «не просто рассказать о преступлениях и злоумышленниках советского времени, а показать ушедшую эпоху так, чтобы молодые зрители смогли прочувствовать дух ушедшего времени, а зрители постарше — ностальгию по прошлому». С этой целью в фильмах не просто рассказывается о преступлениях, но и даётся объяснение бытовых деталей советского времени, которые могут быть непонятны молодому телезрителю (например, объясняют, что макулатуру нужно было собирать для того, чтобы получить дефицитный томик Дюма, или наглядно показывают на продуктовой корзине, какое количество еды можно было купить на 30 рублей).
С начала съёмок передачи Леонид Каневский оговорил право на свою субъективную точку зрения:
Кто-то был осуждён, кто-то ещё от чего-то пострадал, кто-то был невиновен — наша программа выдвигает свою версию происшедшего и в этом очень важно моё восприятие тех событий. Меня же зритель воспринимает как автора, рассказчика, исследователя, который сам покопался в архивах.
Название цикла является отсылкой к циклу советских и российских детективных телефильмов 1970—2000-х годов «Следствие ведут ЗнаТоКи», где Леонид Каневский исполнил одну из главных ролей. По его собственному признанию:
…это вообще моя программа. Мне как-то позвонили из Москвы, и американский продюсер Дэвид Гамбург, который работает в России, предложил мне этот проект. Именно мне было предложено как бы «вести» — озвучивать и комментировать — самые громкие дела советской эпохи, то есть времени, которое я прожил и которое я знаю. Я прельстился тем, что проект «Следствие вели…» должен был стать не просто документальным фильмом, констатацией фактов. В программе факты передаются через мою интонацию, видно моё личное отношение к событиям, к людям, к тому времени, к той эпохе. Мне это показалось интересным.
Журналисты ищут темы, собирают факты, детали и на основе этого пишется сценарий. После чего снимается реконструкция событий тех лет. По словам самого Каневского, иногда приходилось оказывать давление своим авторитетом, чтобы помогли найти и разыскать, а также открыли доступ к редким архивам.

## Критика
В газете «Советская Россия» была опубликована статья, в которой говорилось:
Передача носит явно выраженный политизированный характер. …Её главная цель — внушить телезрителям, в первую очередь молодому поколению, что всё в СССР было плохо: засилье партноменклатуры, дефицит всего и вся, отсутствие свободы и т.д. и т.п. Подчёркивается, что в СССР совершались ужасные, особо тяжкие преступления, но сведения о них были недоступны для простых граждан, так как в архивах дела о таких преступлениях хранились под грифом «секретно». Для достижения поставленной цели Л. Каневский намеренно затягивает передачу и вставляет в неё кадры и комментарии, не имеющие прямого отношения к сюжету передачи, но позволяющие ему как бы попутно, мимоходом ещё и ещё порочить Советскую власть. Этот своеобразный психологический приём должен придать, по мысли ведущего, видимость «правдивости» и «объективности» его высказываниям.Газета «Советская Россия» В. Плотников, ветеран труда, пенсионер. Екатеринбург.
Однако существует и прямо противоположное мнение. Критик Владимир Абаринов отмечал:
…Сюжет постоянно прерывается «лирическими отступлениями»: главный рассказчик Леонид Каневский то и дело умильно любуется артефактами советского быта — хоть пылесос и был примитивный, зато дико надёжный, хоть и бедно жили, зато дружно. Мало того: по поводу и без повода то и дело звучат панегирики пресловутому «могуществу» брежневского Советского Союза. Авторы не замечают, что впадают в сознательный диссонанс: если в СССР царила такая идиллия, откуда взялись все эти вурдалаки, стяжатели и мошенники, и как получилось, что нити самых масштабных преступных афер тянулись на самый верх политического Олимпа?Владимир Абаринов. «Грани.Ру»
Некоторые эпизоды (например «Лифтёр», посвящённый серийному убийце Дмитрию Гридину) вызвали большой резонанс в СМИ.
Неоднократно отмечалось искажение информации и предоставление недостоверных сведений в некоторых выпусках передачи.

## Выпуски
Отдельные выпуски передачи посвящены знаменитым преступлениям, чрезвычайным происшествиям и преступникам.
Некоторые выпуски передачи посвящены делам, которые оказались похожи на сюжеты таких известных советских фильмов, как:
- Возвращение «Святого Луки» — «Возвращение „Святого Луки“. Современная версия» (выпуск № 26 от 27.10.2006)
- Трактир на Пятницкой — «Пашка-Америка: бандитский король» (выпуск № 46 от 27.04.2007)
- Ларец Марии Медичи — «Проклятая шкатулка» (выпуск № 54 от 21.09.2007)
- Джентльмены удачи — «Джентльмены неудачи» (выпуск № 158 от 24.12.2010)
- ТАСС уполномочен заявить… — «ТАСС уполномочен заявить… Современная версия» (выпуск № 172 от 10.06.2011)
- Москва слезам не верит — «Москва слезам не верит. Подлинная история» (выпуск № 208 от 01.09.2012)
- Осенний марафон — «Осенний марафон, или Любовь на четверых» (выпуск № 216 от 27.10.2012)
- Кавказская пленница, или Новые приключения Шурика — «Новгородская пленница» (выпуск № 240 от 16.06.2013)
- Вокзал для двоих — «Вокзал для двоих. Подлинная история» (выпуск № 302 от 25.04.2015)
- Зимняя вишня — «Зимняя вишня. Подлинная история» (выпуск № 309 от 05.09.2015)
- Экипаж — «Экипаж. Рейс на тот свет» (выпуск № 327 от 13.02.2016)
- Свой среди чужих, чужой среди своих — «Свой среди чужих. Подлинная история» (выпуск № 344 от 10.09.2016)
- Служебный роман — «Служебный роман. Подлинная история» (выпуск № 351 от 29.10.2016)
- Ирония судьбы, или С лёгким паром! — «Ирония судьбы. Реальная история» (выпуск № 358 от 25.12.2016)
- Мужики!.. — «Мужики!… Подлинная история» (выпуск № 366 от 19.03.2017)
- Любовь и голуби — «Любовь и голуби. Подлинная история» (выпуск № 390 от 10.12.2017)
- Жестокий романс — «Жестокий романс» (выпуск № 411 от 17.06.2018)
- Покровские ворота — «Покровские ворота. Современная версия» (выпуск № 418 от 07.10.2018)
- Афоня — «Афоня. Криминальная версия» (выпуск № 420 от 21.10.2018)
- Грачи — «Возвращение Фантомасов» (выпуск № 432 от 17.02.2019)
- Самая обаятельная и привлекательная — «Самая обаятельная и привлекательная» (выпуск № 433 от 24.02.2019)
- Карнавальная ночь — «Карнавальная ночка» (выпуск № 465 от 29.12.2019)
- Родня — «Родня» (выпуск № 483 от 28.06.2020)
- Спортлото-82 — «Спортлото-84» (выпуск № 491 от 18.10.2020)
- Маленькая Вера — «Маленькая Валя» (выпуск № 498 от 06.12.2020)
- Криминальный талант — «Криминальный талант. Подлинная история» (выпуск № 522 от 05.09.2021)
- Калина красная — «Калина красная» (выпуск № 593 от 03.09.2023)
- Берегись автомобиля — «Берегись автомобиля!» (выпуск № 607 от 10.12.2023)

30 декабря 2010 года вышел специальный выпуск передачи, посвящённый истории Нового года в истории СССР и XX века с 1918 по 2000 годы.